# Lion Strike
Lion Strike (conocida en España como El golpe del león) es una película de acción, crimen y thriller de 1994, dirigida por Rick Jacobson, Joe Hart y Paul G. Volk, escrita por Joseph John Barmettler, Art Camacho, Joe Hart y Don Wilson, en la producción estuvieron Joseph Merhi y Richard Pepin, protagonizada por Don Wilson, Bobbie Phillips y Marcus Aurelius, entre otros. El filme fue realizado por PM Entertainment Group y se estrenó el 27 de diciembre de 1994.

## Sinopsis
El Dr. Johnny Wu, su hijo Bobby y un guardabosques están vacacionando, pero todo se complica cuando se ven inmersos en una situación de violencia, que incluye a una reciente generación perversa; la mafia global.